# Mihr-Narseh
Mihr-Narseh (mittelpersisch 𐭬𐭲𐭥𐭭𐭥𐭮𐭧𐭩 mtrnrshy [Inschriftliche Pahlavi]) war im 5. Jahrhundert ein einflussreicher Politiker im Sassanidenreich.
Mihr-Narseh stammte aus einer vornehmen Familie und diente in hervorgehobener Hoffunktion während der Regierungszeit der Großkönige Yazdegerd I., Bahram V. und Yazdegerd II. Er wird auf einer Inschrift aus Firuzabad als wuzurg-framadar bezeichnet, als oberster königlicher Hofbeamter. Diese einflussreiche Stellung konnte er offenbar mehrere Jahrzehnte ausüben.
Mihr-Narseh führte sich selbst – ebenso wie die Könige – auf die mythischen Kayaniden zurück. In der Überlieferung wird ihm die Schaffung von wichtigen Ämtern (so z. B. des artēštārān sālār, übersetzt: Anführer der Krieger) im administrativen, religiösen und militärischen Bereich zugeschrieben. Nach Tabari setzte er seine Söhne Zurwandad, Mah-Guschnasp und Kardar in die Ämter eines hērbedān hērbed (übersetzt: Oberster der Priester), vāstaryōšān sālār (übersetzt: Oberster Grundsteuereintreiber) und artēštārān sālār ein. Armenische Quellen berichten, dass Mihr-Narseh unter Yadzegerd II. großen Anteil an dem Versuch hatte, den Christen im Reich den Zoroastrismus aufzuzwingen. Aus dem Namen eines seiner Söhne (Zurvandad) und der Anpflanzung von 12.000 Bäumen durch Mihr-Narseh, hat man den Schluss gezogen, dass dieser wohl Anhänger des Zurvanismus war (die Anzahl der Bäume weist in die Richtung der Weltaltersspekulationen des Zervanismus). Mihr-Narseh soll auch mehrere Feuerheiligtümer in der Provinz Fars gegründet haben.
Folgt man der späteren Überlieferung, so war er unter Bahram V. noch ein Priester im Feuertempel, so musste er angeblich unter Yazdegerd II. wegen eines Vergehens als Tempelsklave auf einer Krondomäne arbeiten, durfte jedoch unter Peroz I. wieder als Freier dienen.